# دون إيري
دون إيري (بالإنجليزية: Don Airey)‏ هو عازف لوحة المفاتيح وعازف بيانو وملحن بريطاني، ولد في 21 يونيو 1948 في سندرلاند في المملكة المتحدة.

## وصلات خارجية
- الموقع الرسمي
- دون إيري على موقع IMDb (الإنجليزية)
- دون إيري على موقع ميوزك برينز (الإنجليزية)
- دون إيري على موقع أول ميوزيك (الإنجليزية)
- دون إيري على موقع ديسكوغز (الإنجليزية)
- دون إيري على موقع قاعدة بيانات الفيلم (الإنجليزية)